# Johannes Laurentii Barchius
Johannes Laurentii Barchius, född  8 juli 1651 i Söderbärke församling, Kopparbergs län, död 3 februari 1701 i Västerås församling, Västmanlands län, var en svensk präst och riksdagsman.

## Biografi
Johannes Laurentii Barchius var son till Laurentius Petri Ferneboensis och Anna Blackstadia, dotter till Laurentius Nicolai Blackstadius, och bror till riksrådet Samuel Barck. Han inskrevs med sina bröder vid Uppsala universitet 1669 och undervisades av Benzelius den äldre. Sedan han blivit prästvigd tillträdde han 1682 posten som pastor vid Västmanlands infanteriregemente och blev samma år magister. Två år senare hamnade han vid Sankt Nikolai församling som förste komminister, för att 1691 utses av kungen till domprost i Västerås stift.
Han var riksdagsman 1697.
Barchius gifte sig första gången 1684 med Anna Maria Schultz, kom från Reval och avled 1686 i Stockholm. Deras enda barn  Anna Maria Barck gifte sig med kyrkoherden Sveno Laurelius i Risinge församling. Barchius gifte sig andra gången 1691 med Ursilia Jacobsdotter Nordenhielm (1667–1712), tillhörde adelsätten Nordenhielm. Deras enda barn Lars Barck avled mycket ung. Nordenhielm var styvdotter till professorn Andreas Nordenhielm.